# TOP밴드 2
《TOP밴드 2》(탑밴드 2)는 밴드 서바이벌 프로그램 《TOP밴드》의 후속으로, 2012년 5월 5일부터 10월 13일까지 매주 토요일 밤 11시 25분부터 밤 12시 25분까지 KBS 2TV에서 방송되었다. 시즌 1과 달리, 프로와 아마추어 구분없이 참가해 경연하였다.

## 기획 의도
대한민국의 최고의 밴드를 가리는 밴드 서바이벌 프로그램

## 심사위원
- 유영석
- 김도균
- 신대철
- 김경호

유영석과 김경호는 시즌 1에서도 본선 심사위원을 맡았으며, 시즌 1에서 코치로 참가한 김도균과 신대철이 심사위원으로 새로 참가했다.
예선 및 본선라운드 전문심사위원
김고금평, 이충언, 박권일, 김세황, 서정민, 김광필, 서정민갑, 윤영진, 김작가, 박준배, 필윤

## 예선

### 1차 예선
예선 접수는 2012년 2월 20일부터 3월 18일까지 진행됐으며, 656팀이 참가했다. 포털 사이트 다음에 참가팀들이 올린 동영상을 통해 2012년 3월 23일, 평론가와 음악가로 구성된 심사위원의 심사 과정을 거쳐 99팀이 1차 예선을 통과했다.

### 2차 예선
4월 12일, 13일 양일간 서울 광진구에 위치한 악스코리아에서 비공개로 진행되었다. 3팀 중에 한팀이 진출하는 트리플 토너먼트 방식으로 진행되었다. 각 심사위원은 탈락팀 가운데 세 팀을 3차 예선으로 진출시킬 수 있는 'TOP초이스 제도'를 갖고 있다.
| 기호 | 뜻        |
| ---- | --------- |
| ●    | 예선 통과 |
| ○    | TOP초이스 |
| X    | 탈락      |

| 1 | 슈퍼 키드(TOP초이스 by 김도균)       | ○ | 구텐버즈     | x | 트랜스픽션     | ● |
| 2 | 학동역 8번 출구(TOP초이스 by 유영석) | ○ | 데이브레이크 | ● | 투인디안       | x |
| 3 | 4번 출구(TOP초이스 by 김경호)        | ○ | 마그나폴     | ● | 벤딩머신       | x |
| 4 | 장미여관                             | ● | 나비맛       | x | 시계태엽오렌지 | x |
| 5 | 시베리안 허스키(TOP초이스 by 신대철) | ○ | 예리밴드     | ● | 프렌지         | x |

| 1 | 수미아라&뽄스뚜베르               | x | 블랙독(TOP초이스 by 신대철) | ○ | 피터팬 컴플렉스 | ● |
| 2 | 러버더키                          | x | 탕아들                      | x | 메탈라템+       | ● |
| 3 | 애쉬 그레이                       | ● | 온더스팟                    | x | 바닐라시티      | x |
| 4 | 자보 아일랜드                     | ● | 재봉 브라더스               | x | 포브라더스      | x |
| 5 | 디스코봉즈                        | x | 해리빅버튼                  | ● | 가자미소년단    | x |
| 6 | 넘버원코리안(TOP초이스 by 유영석) | ○ | 판타스틱드럭스토어          | x | 피아            | ● |

| 1 | 로맨틱펀치(TOP초이스 by 유영석) | ○ | 네미시스      | ● | 전기뱀장어                      | x |
| 2 | 칵스(TOP초이스 by 신대철)       | ○ | 홀린          | x | 펠라스                          | ● |
| 3 | 치바사운드                      | x | 오르부아 미쉘 | ● | 프리다칼로(TOP초이스 by 신대철) | ○ |
| 4 | 와이낫                          | ● | 고스트윈드    | x | 클럼지                          | x |
| 5 | 포헤르츠                        | x | 더 큅         | x | 내 귀에 도청장치                | ● |
| 6 | 새드 레전드                     | x | 몽니          | ● | 험백스                          | x |
| 7 | 탈밴드(TOP초이스 by 김경호)     | ○ | 블랙백        | ● | 디지트                          | x |

| 1 | 마리서사                           | x | 벤이지                                | ● | 스토리 셀러                          | x |
| 2 | 네바다51                           | ● | 렘넌츠오브더폴른(TOP초이스 by 김도균) | ○ | 이상의 날개                          | x |
| 3 | 싸이킥스                           | x | 타카피                                | ● | 니케아                               | x |
| 4 | 바닐라 유니티(TOP초이스 by 김도균) | ○ | 야야                                  | ● | 크레템                               | x |
| 5 | 매그넘69                           | x | 와이즈애플                            | x | 고래야                               | ● |
| 6 | 아날로그프릭                       | x | 고고보이스                            | ● | 락앤롤라디오                         | x |
| 7 | 정밴드                             | ● | 꽝꽝나무                              | x | 더 유나이티드93(TOP초이스 by 김도균) | ○ |

| 1 | 이슈타르                      | x | 스윙즈(TOP초이스 by 김경호) | ○ | 펄스데이        | ● |
| 2 | 쿼츠(TOP초이스 by 김경호)     | ○ | 도트                        | ● | 일렉트릭 바이저 | x |
| 3 | 마이크로키드                  | x | 더 뮤                       | x | 더레이크        | ● |
| 4 | 치즈스테레오                  | x | 라피아타                    | ● | 홀로그램파티    | x |
| 5 | 루루루                        | ● | 몽키비츠                    | x | 스톤프로젝트    | x |
| 6 | 페이션츠                      | x | 노 리스펙트 포 뷰티         | x | 아이러닉 휴     | ● |
| 7 | 멧                            | x | 붉은나비합창단              | ● | 퀸즈네스트      | x |
| 8 | 언사이드(TOP초이스 by 유영석) | ○ | 루즈미스티                  | x | 악퉁            | ● |

### 3차 예선
2차 예선을 통과한 49개 팀이 5월 12일(토) 13시, 5월 13일(일) 13시, 양일간에 걸쳐서 3차 예선 공개 녹화가 인천 송도 컨벤시아에서 진행되었다. 악기 튜닝부터 연주까지 300초안에 마쳐야하는 '300초 룰'에 따라 경연이 펼쳐졌다.
- 첫째날 : 5. 12(토) 13:00-22:00 -미션곡 경연 / 30위까지 둘째날의 자유곡 경연 무대 진출
- 둘째날 : 5. 13(일) 13:00-21:00 -자유곡 경연 / 16위까지 본선 라운드 진출

### 본선 라운드
3차 경연을 통과한 16팀이 경연한다.

## 최종 순위
| 순위 | 이름             | 소속                                   |
| ---- | ---------------- | -------------------------------------- |
| 1    | 피아             | C9, 前윈원                             |
| 2    | 로맨틱펀치       | 퀸, 디컴퍼니                           |
| 3    | 몽니             | 모던보이, 前비스킷사운드               |
| 4    | 트랜스픽션       | 前YDCT, 前롤링컬쳐원, 前Jami, 前롤링홀 |
| 5    | 장미여관         | 록스타뮤직앤라이브                     |
| 6    | 피터팬 컴플렉스  | 쇼머스트                               |
| 7    | 악퉁             | C&JOY                                  |
| 8    | 슈퍼키드         | JDB, 前Sunshower, 前TY, 前사운드홀릭   |
| 9    | 해리빅버튼       | 하드보일드뮤직                         |
| 10   | 예리밴드         | TNC                                    |
| 11   | 내 귀에 도청장치 | WIRETAP, 前퀸                          |
| 12   | 네미시스         | 포엠, 前소니뮤직                       |
| 12   | 넘버원코리안     | 前루비레코드, 前후추부추사운드         |
| 14   | 펠라스           | Bojagi                                 |
| 15   | 데이브레이크     | 해피로봇레코드                         |
| 16   | 와이낫           | 뮤직커뮤니티타, 前루오바팩토리         |

## 시청률
- AGB 닐슨 미디어리서치

| 회차 | 방송 일자        | 전국 시청률 |
| ---- | ---------------- | ----------- |
| 1회  | 2012년 5월 5일   | 2.3%        |
| 2회  | 2012년 5월 12일  | 2.2%        |
| 3회  | 2012년 5월 19일  | 2.1%        |
| 4회  | 2012년 5월 26일  | 1.9%        |
| 5회  | 2012년 6월 2일   | 2.0%        |
| 6회  | 2015년 6월 9일   | 2.1%        |
| 7회  | 2015년 6월 16일  | 2.7%        |
| 8회  | 2012년 6월 23일  | 1.8%        |
| 9회  | 2012년 6월 30일  | 2.7%        |
| 10회 | 2012년 7월 7일   | 2.3%        |
| 11회 | 2012년 7월 14일  | 1.6%        |
| 12회 | 2012년 7월 21일  | 1.7%        |
| 13회 | 2012년 8월 18일  | 1.9%        |
| 14회 | 2012년 8월 25일  | 1.9%        |
| 15회 | 2012년 9월 1일   | 2.1%        |
| 16회 | 2012년 9월 8일   | 1.9%        |
| 17회 | 2012년 9월 15일  | 1.7%        |
| 18회 | 2012년 9월 22일  | 1.8%        |
| 19회 | 2012년 10월 6일  | 1.6%        |
| 20회 | 2012년 10월 13일 | 1.7%        |

## 같이 보기
- TOP밴드 (시즌 1)
- TOP밴드 3